# دايو لانوس
دايو لانوس (Daewoo Lanos)هي إحدى سيارات جنرال موتورز من الفئة الصغيرة (اقتصادية) ذات محرك وسحب أمامي، فشركة دايو منذ أن بدأت في تصنيع السيارات، وحتى قبل أن تشتريها جنرال موتورز وهي تعتمد تماما على تصميمات جنرال موتورز (أوبل تحديدا)، والسيارة اللانوس ما هي إلا السيارة أوبل استرا موديل 1995 من ناحية الموتور وقاعدة العجلات(الشاسيه) و آلات الجر ونظام التعليق (العفشة)،وكل شئ، فقط تختلف في الشكل الخارجي والصالون الذي أُعيد رسمه ليناسب موضات أواخر التسعينات والذي قام بتصميم اللانوس هو المصمم الإيطالي جورجيتو جيجاريو (Giorgetto Giugiaro) بعد أن كلفته شركة دايو عام 1993، وفي عام 1995 صُنعت 150 سيارة دايو لانوس لغرض الاختبار، دخلت دايو لانوس خط الإنتاج عام 1997 و تم إطلاقها في كوريا الجنوبية ثم بعدها في أوروبا وباقي أنحاء العالم، في عام 2000 أجريت بعض التغييرات في المقدمة والخلفية و تم إنتاج السيارة تحت مسمى لانوس 2 (Lanos II)، في عام 2002 قررت شركة دايو (كوريا الجنوبية) إيقاف إنتاج اللانوس.
بدأ مصنع دايو إيجيبت بتجميع دايو لانوس عام 1998 بالقاهرة وتوقف عام 2005 ثم في عام 2009 أُعيد إنتاجها تحت مسمى شيفروليه لانوس.
لا زال خط إنتاج لانوس قائم حتى الآن في كل من مصر وروسيا و أوكرانيا.
```
[
1
]
```

## المحرك
يعتبر محرك E-tech من أشهر المحركات وأكثرها انتشارا في العالم، المصمم بواسطة جنرال موتور أدى واجبه ولا يزال في دفع العديد من طرازات جنرال موتورز للأمام في قارات العالم الستة، فهذا المحرك عمل في الكثير من السيارات التابعة لجنرال موتور مثل اوبل استرا وفيكترا  موديلات 95 و التي تتواجد في أوروبا باسم اوبل وفي إنجلترا باسم فوكسهول وفي أمريكا الجنوبية تحت اسم شيفورليه وفي أستراليا تحت اسم هولدن، كما عمل مع الدايو لانوس في كل دول العالم وحاليا مع شيفروليه آفيو (التي هي النسخة الجديدة من اللانوس) و الشيفروليه كروز البرازيلية التي تباع في مصر باسم اوبل كورسا سيدان، يمتاز هذا المحرك بسهولة الصيانة ورخص و توفر قطع الغيار بكثرة وهو أفضل ما في السيارة اللانوس، تأتي اللانوس بمحرك Ecotec رباعي الإسطوانات أحادي الكامة ذو 8 صبابات بسعة من 1300 إلى 1500 سي سي يعطى قدرة من 75 إلى 86 حصان، يوجد أيضاً محرك ثنائي الكامة ب16 صباب وبسعة من 1500 إلى 1600 سي سي وبقدرة 106 حصان، نظام تغذية الوقود عن طريق الحقن الإلكتروني.
رموز المحركات:
-من 1300 إلى 1500cc أحادي الكامة: A15SMS
-1500cc ثنائي الكامة: A15DMS
-1600cc ثنائي الكامة: A16DMS

## الآداء
كما أن لكل سيارة مميزات وعيوب فإن للانوس العديد من المميزات وبعض المشاكل البسيطة.
آداء اللانوس كالتالي: آداء المحرك (من حيث الصيانة والسرعة):من حيث الصيانة كما قلنا في السابق بأن محرك اللانوس يمتاز بسهولة الصيانة وتوفر قطع الغيار لذلك ومن المعروف لكل سيارة أنه يجب المحافظة على المحرك وعدم إهماله عن طريق الصيانة الدورية واختيار قطع الغيار المناسبة والأصلية (كما ينص كتيب التعليمات أو الكتالوج) ، من المشاكل الشائعة التي يتعرض لها محرك اللانوس هو كسر وتآكل عمود الكامة قد يكون نتيجة لإهمال الصيانة أو بسبب اختيار قطع غيار غير أصلية أو بسبب زيت ذو جودة رديئة أو لزوجة غير مناسبة. أداء المحرك من حيث السرعة كسول إلى حد ما في RPM  المنخفضة ولكنه بمجرد تجاوز حد ال2500 RPM يعلن عن عنفوانه ويكشر عن أنيابه ويطير بالسيارة إلى مد البصر تاركا السيارات المنافسة تعانى الغبار الذي أثارته اللانوس، ولذلك فهي من السيارات البطيئة في الانطلاق ولكنها تعوض هذا البطء في السرعات العالية.
الآداء من حيث الثبات: ثبات اللانوس على الطريق معقول وإن كان يسوء إلى حد ما فوق ال120، ولكن يوجد حل بسيط لهذة المشكلة البسيطة هو تركيب جنوط سبور من نوع جيد، قدرة السيارة على المناورة أفضل من معقولة.
الآداء من حيث الفرامل: فرامل اللانوس تبدو إلى حد ما فقيرة تصميما ولذلك فهي تجاهد لإيقاف السيارة (في أوروبا كانت اللانوس تأتي مجهزة بنظام فرامل ABS) ، و بما أن فرامل اللانوس ضعيفة عادة يتم تعديلها إلى فرامل أوبل لأنها أقوى.
أما عن السلامة والأمان فكانت اللانوس تأتي مجهزة بوسادتي هواء اختيارتين وجهاز إنذار (في التقفيل الأوروبي فقط )، و في اختبارات السلامة حصلت دايو لانوس على نجمتين ونصف من أصل خمسة في الاختبار الذي أجراه المجلس الأوروبي (EuroNCAP) و تحصلت على 6.98 من أصل 16 نجمة في الاختبار الذي أجراه المجلس الأسترالي (ANCAP) 

## المتانة
شاسيه اللانوس يعتمد عليه تماما فهو أحد الإبداعات القيمة لجنرال موتورز التي تهتم تماما بمتانة الشاسيه.

## معرض الصور

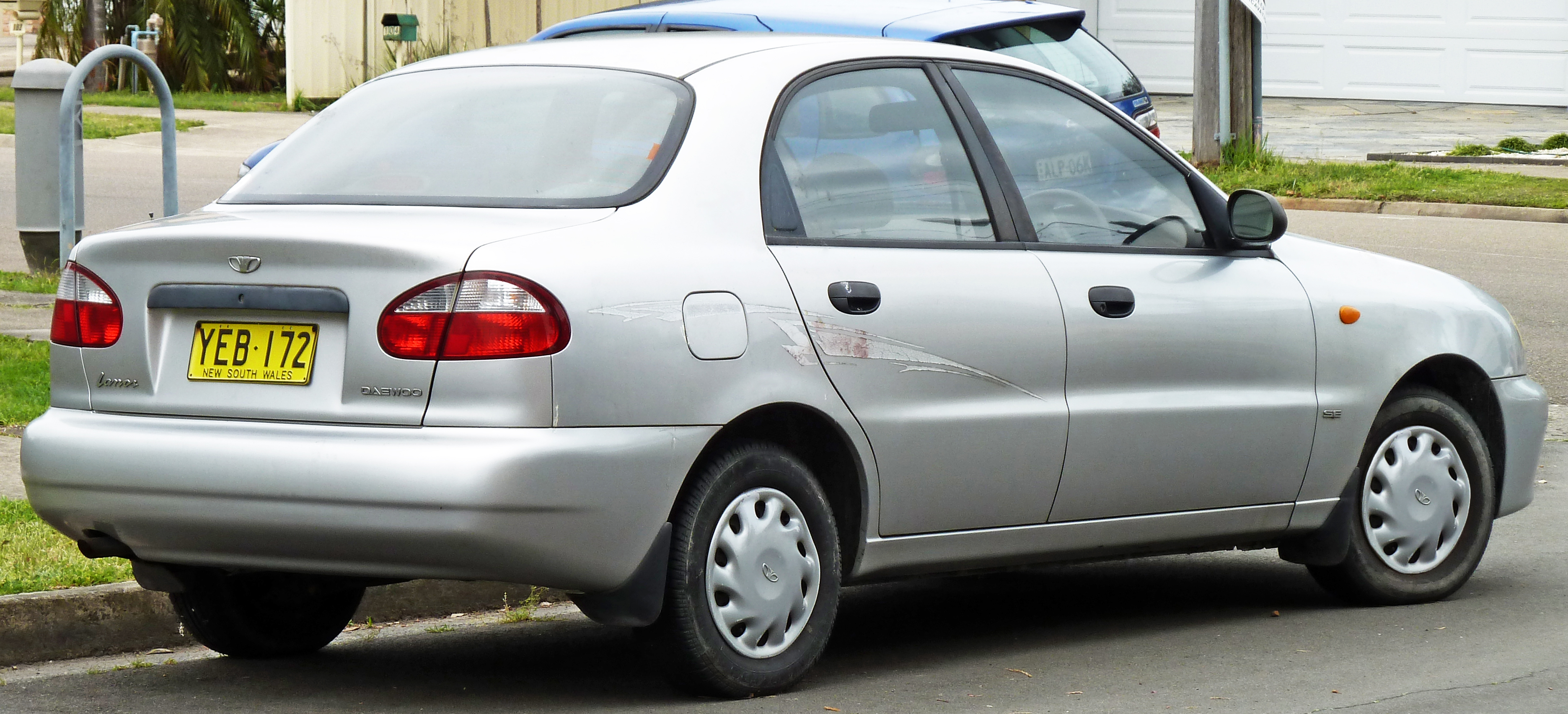
دايو لانوس باللون الفضي
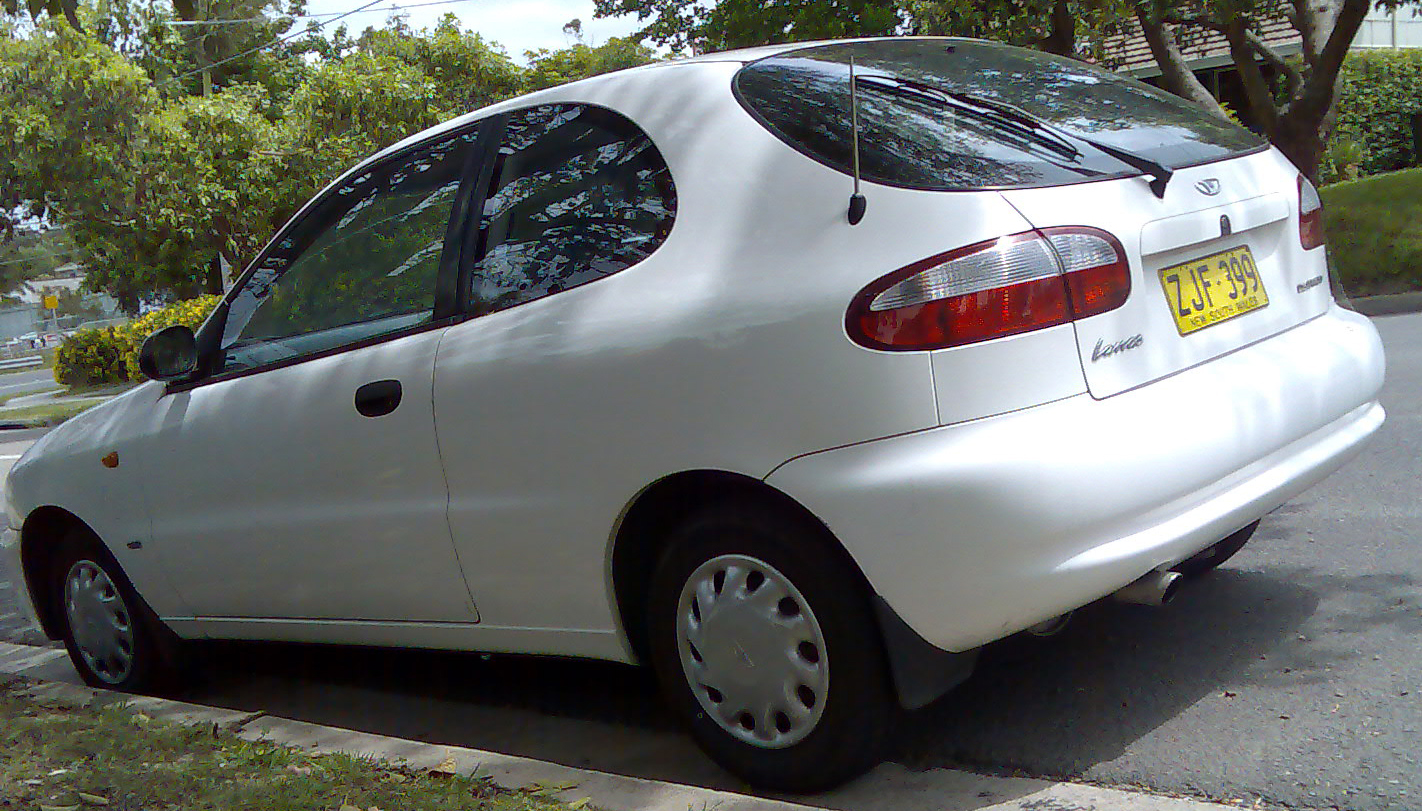
دايو لانوس إنتاج 2000 ثلاثة ابواب
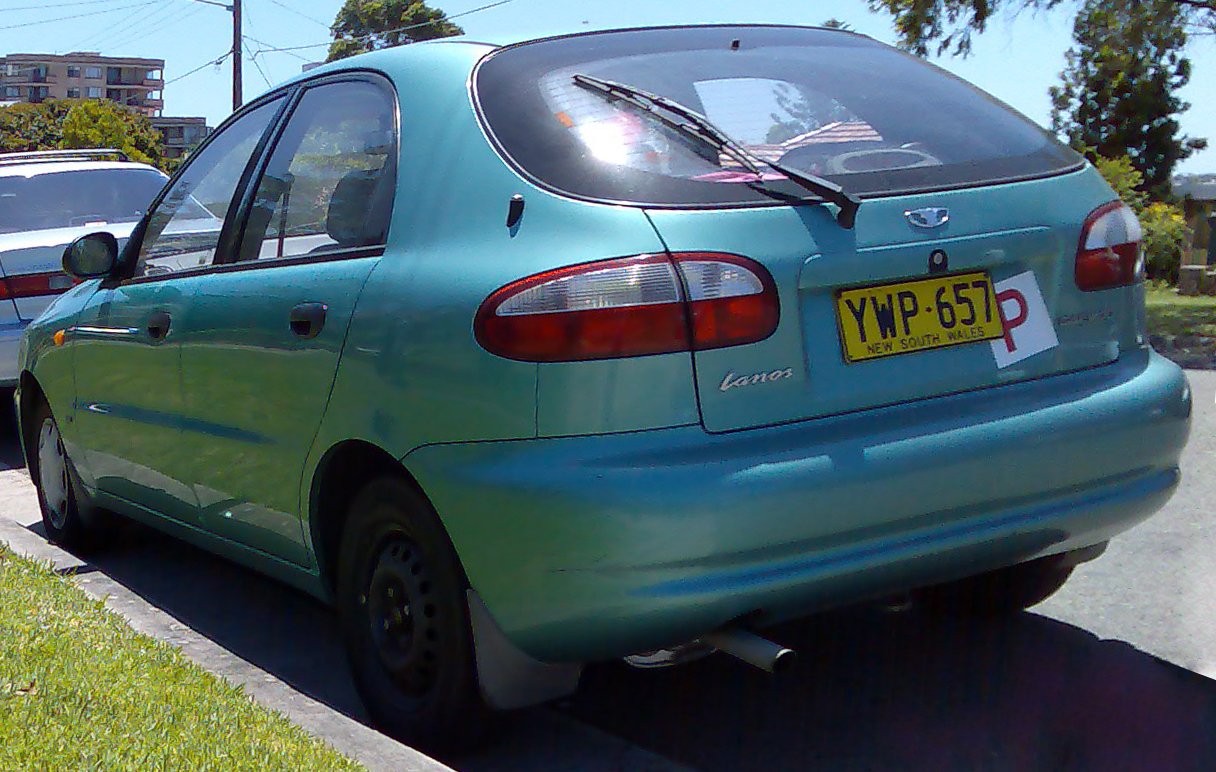
دايو لانوس 5 ابواب
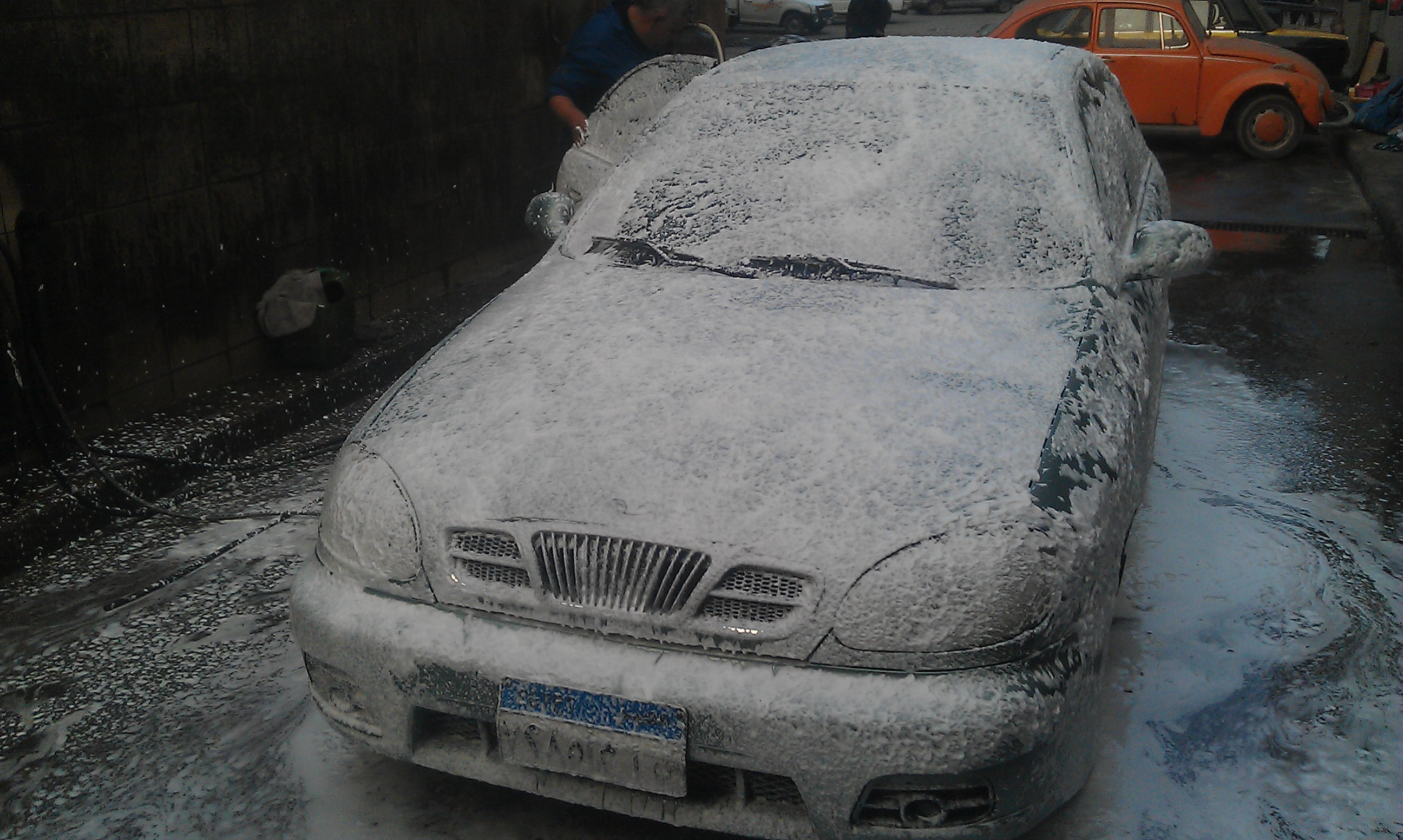
دايو لانوس أثناء الغسيل في مصر
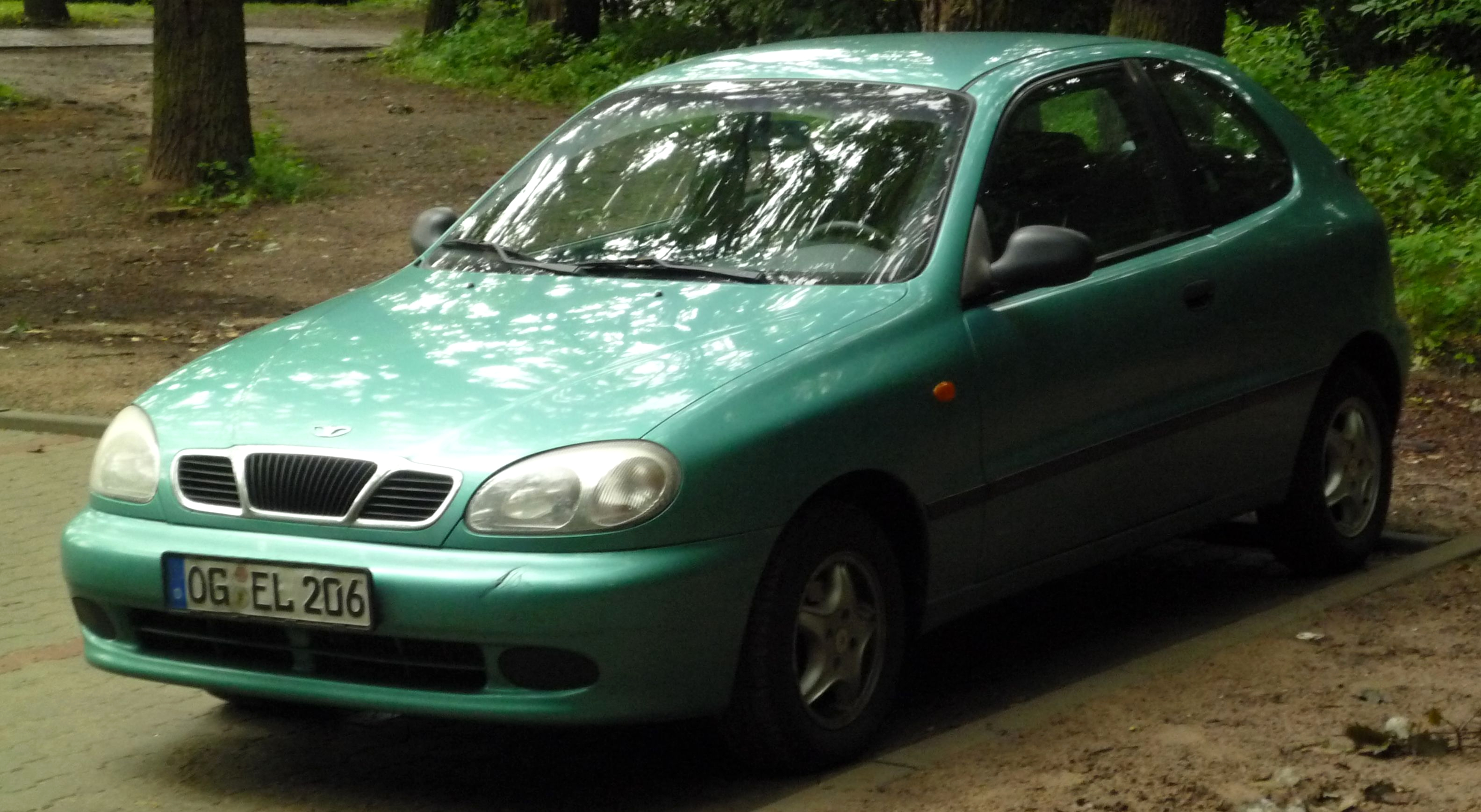
Daewoo Lanos 3д хетчбэк (1997—2000)
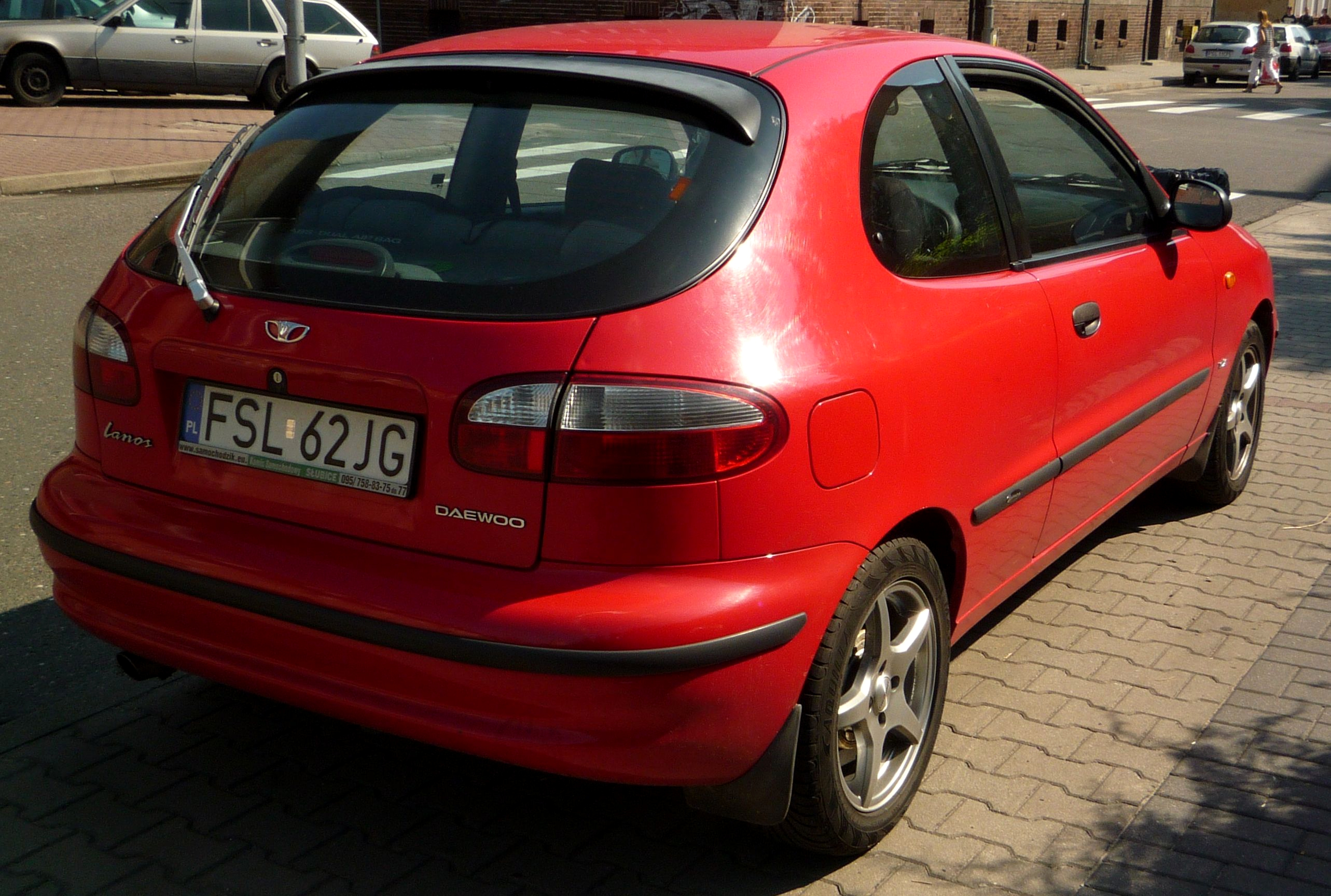
Daewoo Lanos 3д хетчбэк (1997—2000)
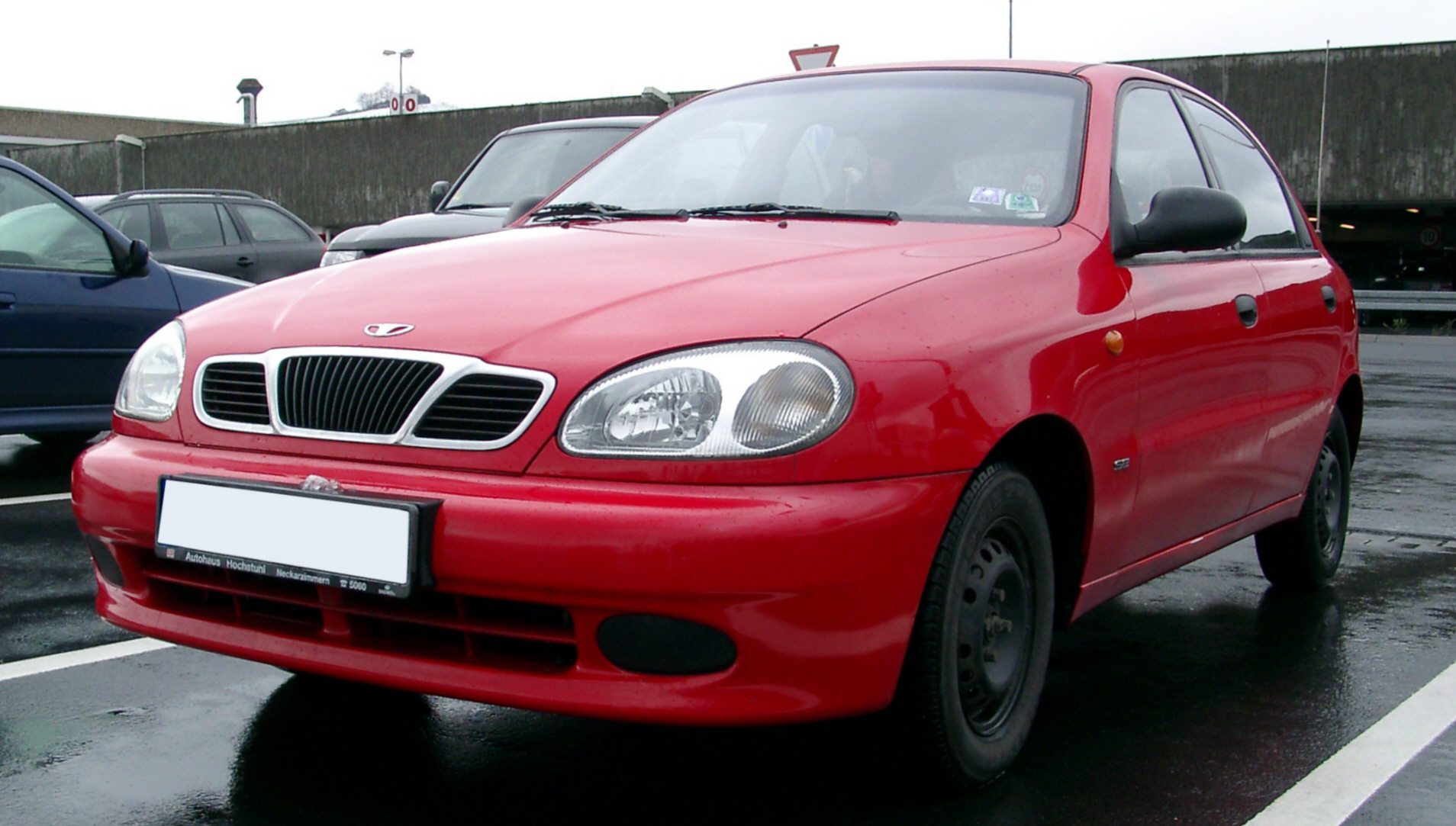
Daewoo Lanos 5д хетчбэк (1997—2000)
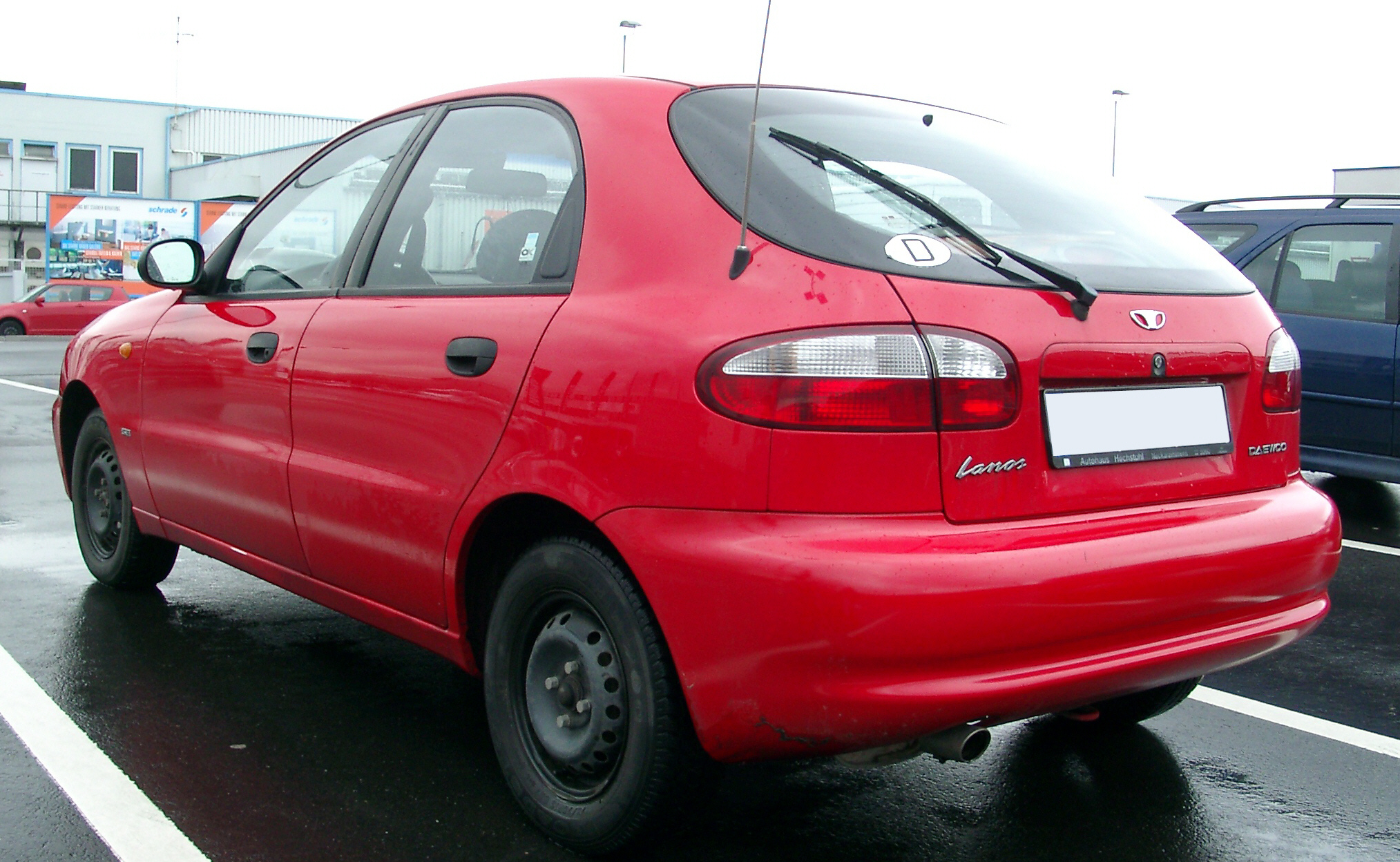
Daewoo Lanos 5д хетчбэк (1997—2000)
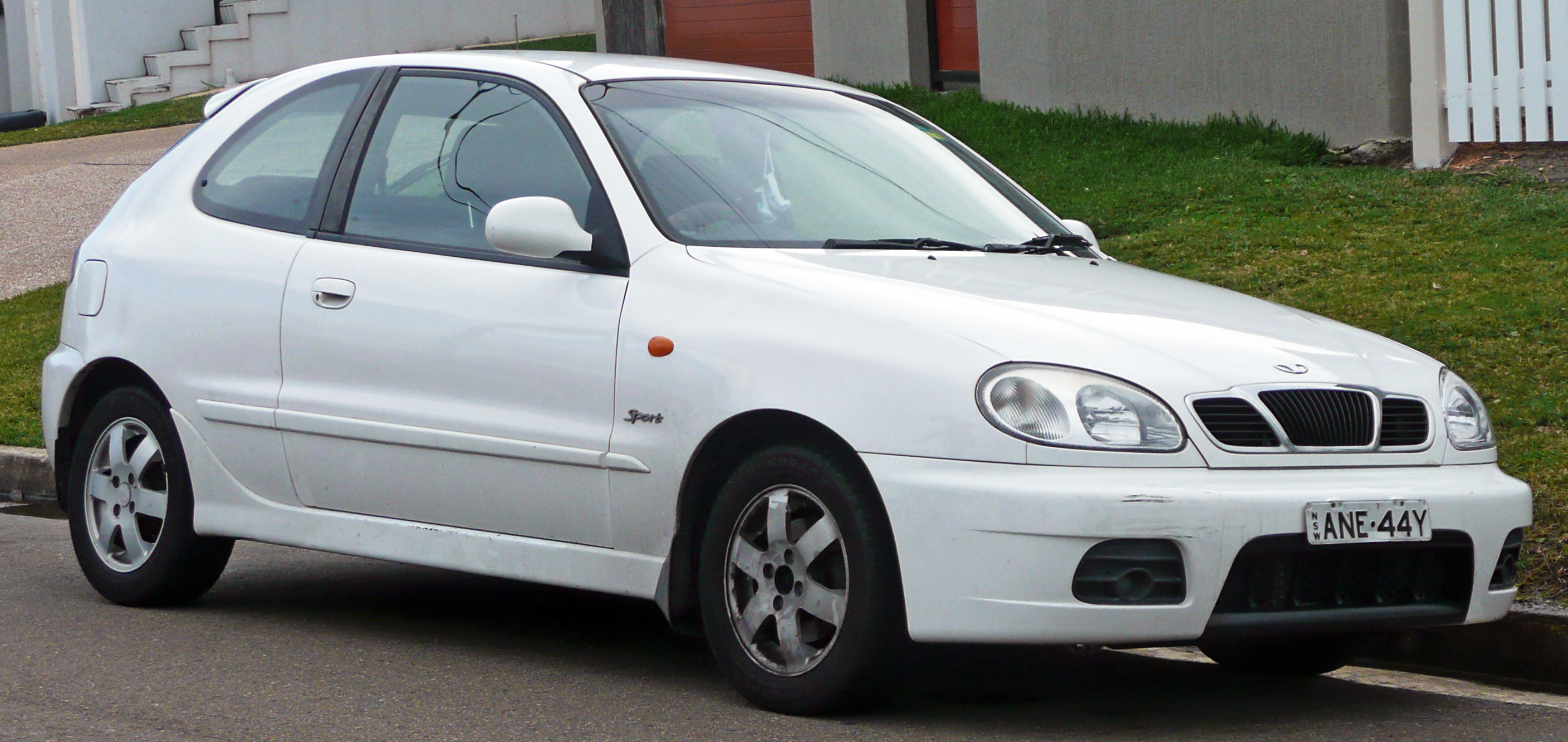
Daewoo Lanos Sport (2000—2002)
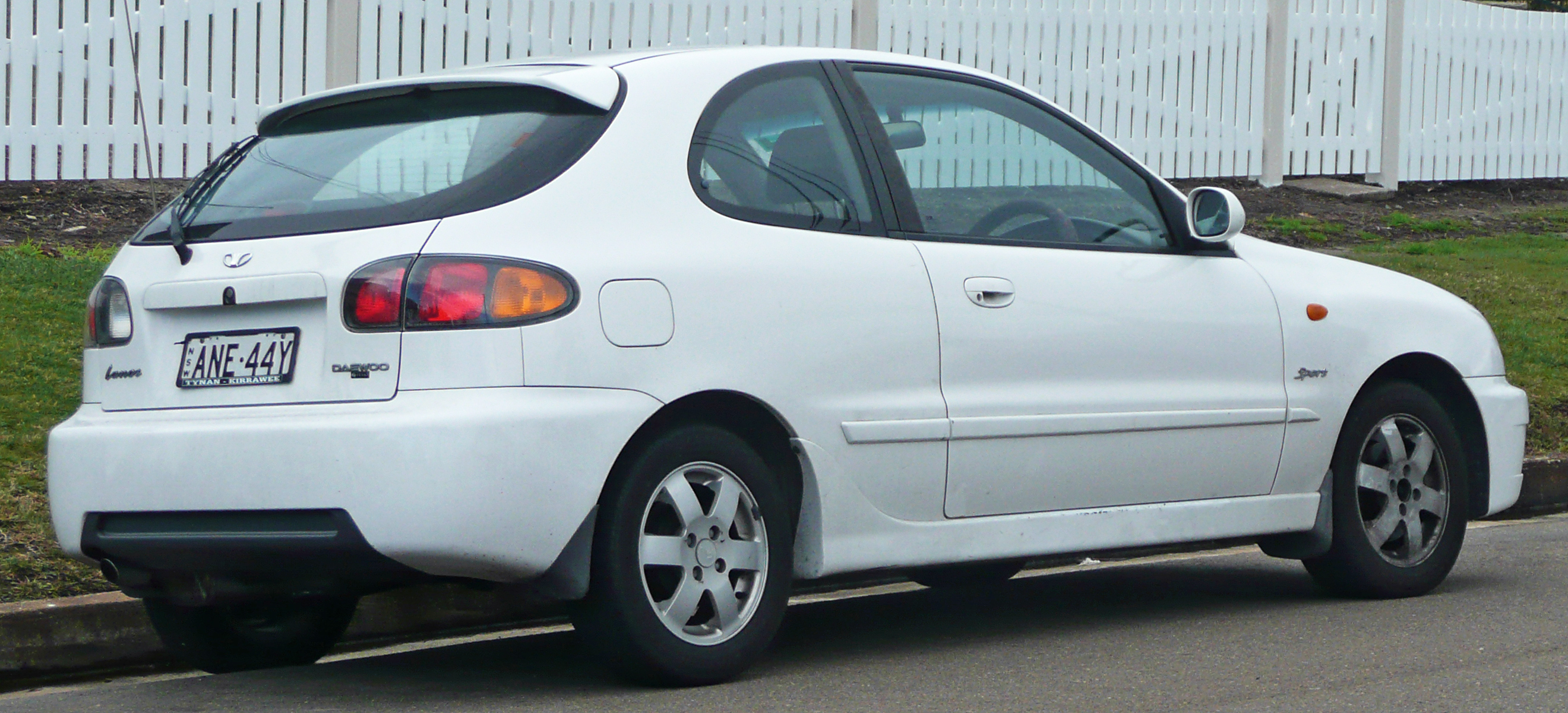
Daewoo Lanos Sport (2000—2002)
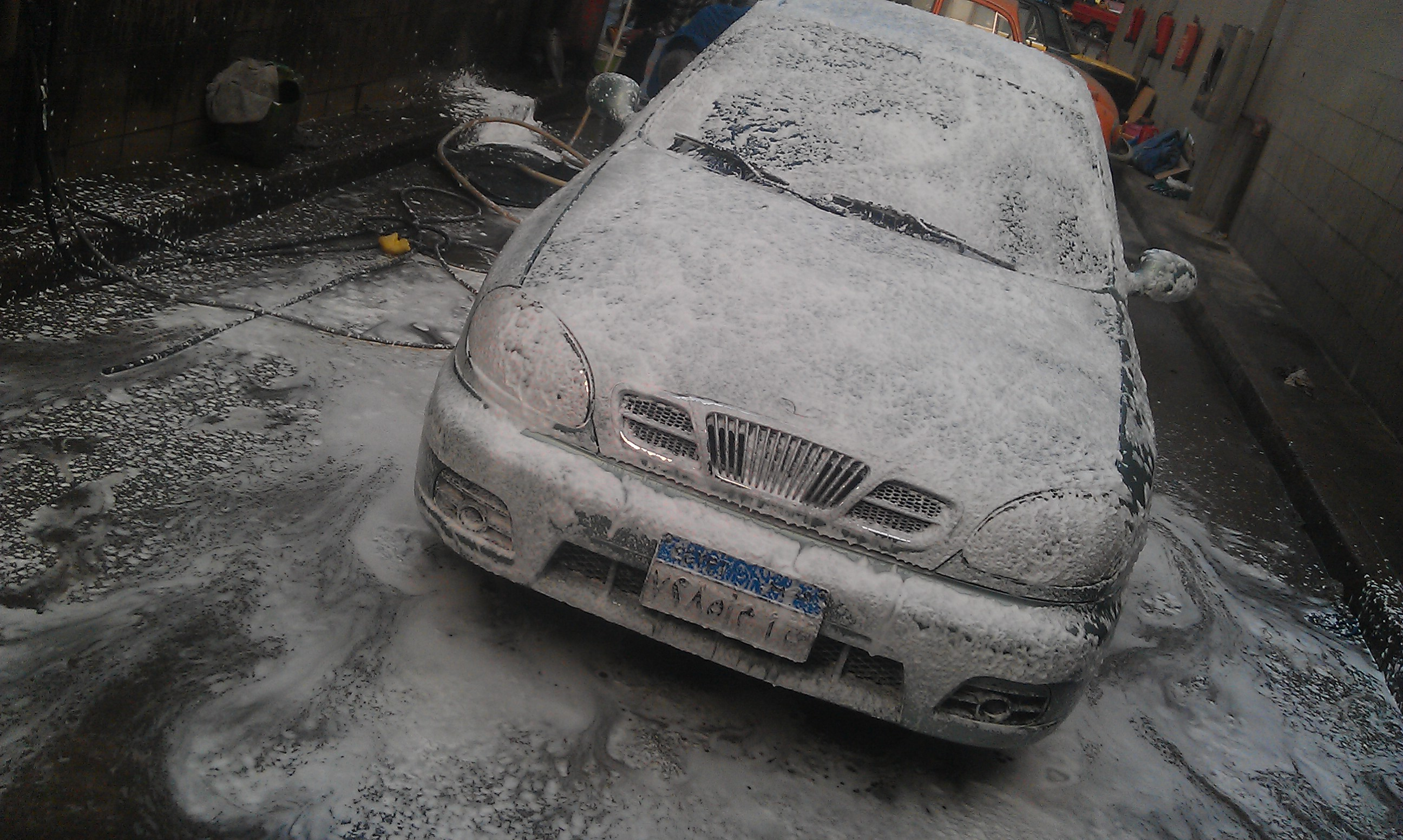
في الإسكندرية
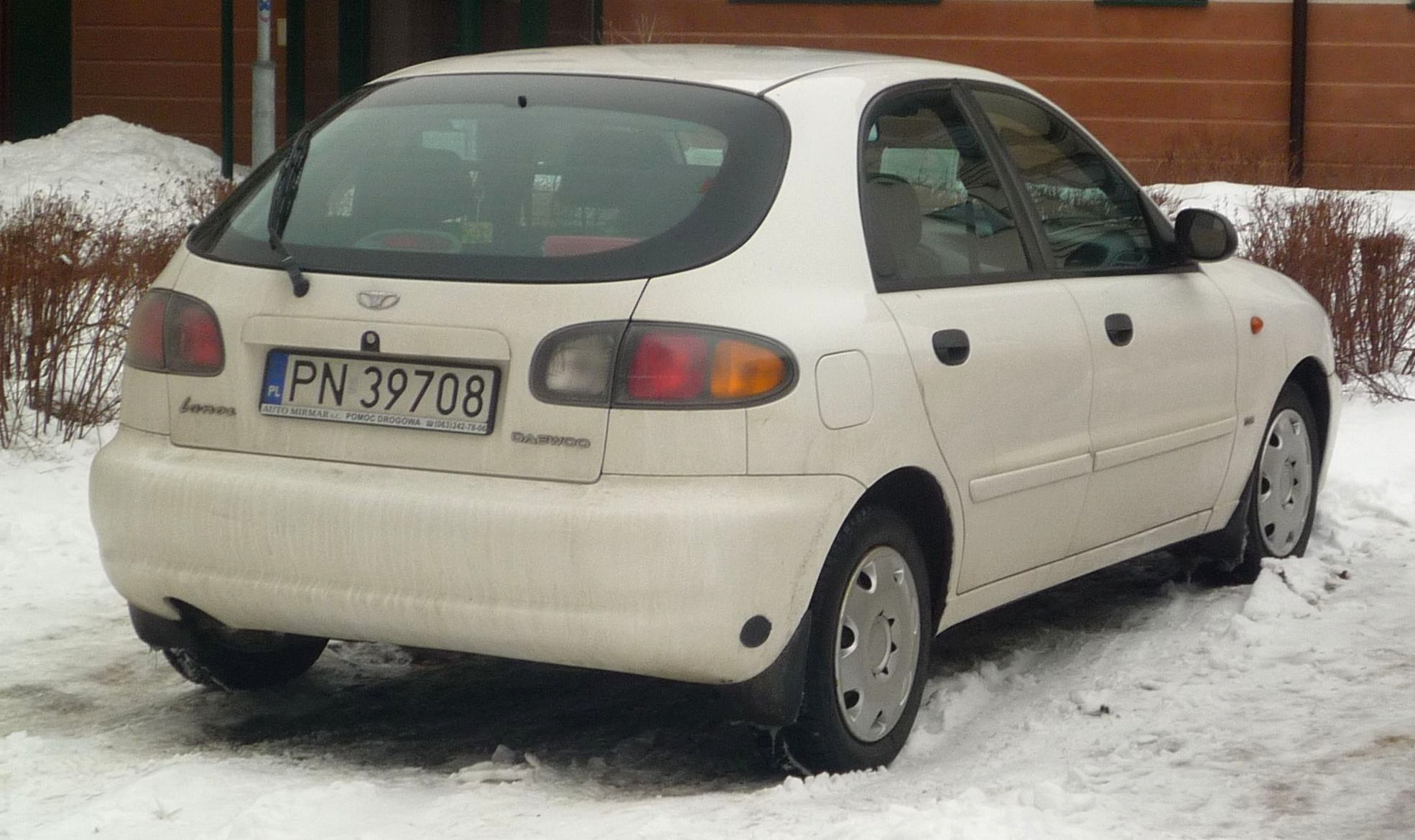
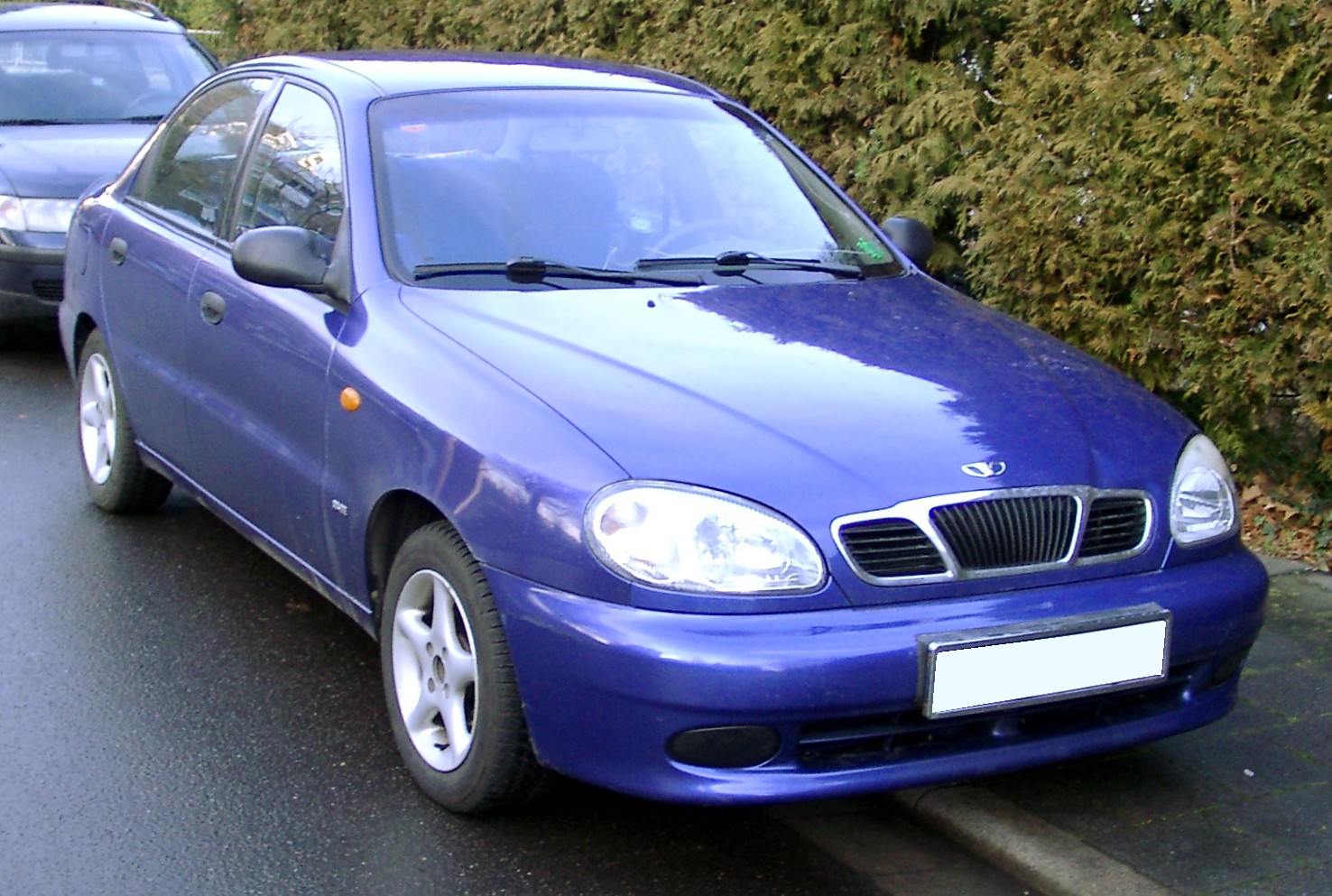

## روابط خارجية
- الموقع الرسمي لشيفروليه مصر -مواصفات شيفروليه لانوس
- مواصفات دايو لانوس - موقع كارز دوت كوم (إنكليزي)